# Дж. Едвард Лунді
Дж. Едвард Лунді (англ. J. Edward Lundy, 6 січня 1915 - 2 жовтня 2007) - американський автомобільний директор, який став головним фінансовим директором Ford Motor Company.
Лунді був одним із членів команди Whiz Kids, групи з 10 молодих та амбіційних ветеранів Повітряних Сил армії Сполучених Штатів Америки під проводом Чарльза Б. «Текса» Торнтона. Торнтон запропонував роботу в групі Генрі Форда II, і вони були прийняті на роботу в 1946 році.
Його призначили менеджером з фінансового планування, і його вплив швидко зростав. Він був лідером у розробці фінансового прогнозування як інструменту управління бізнесом. Він також був зосереджений на вербуванні, і йому приписували розробку легіону керівників. Як повідомляється, він вів записи про людей, які залишили Форд, і про те, наскільки добре вони робили.
Протягом декількох років він був заступником Арджая Міллера, розумного хлопця (англ. whiz kid), який став президентом Ford у середині 1960-х. Ланді послідовно був помічником контролера та контролером. Він став головним фінансовим директором у 1967 році і залишався на цій посаді до виходу на пенсію в 1979 році. Він залишався членом ради директорів, як повідомляється, на прохання Генрі Форда II, до 1985 року.
Деякі співробітники фінансової компанії Ford Motor Company досі використовують термін Лундизм для позначення граматичних, типографських та форматування конвенцій при підготовці фінансових звітів.